# زمین‌لرزه ۲۰۰۸ سیچوان
زمین‌لرزه سی‌چوان در ۱۲ مه ۲۰۰۸ و در ساعت ۱۴و۲۸ دقیقه به وقت محلی، در استان سی‌چوان چین روی داد. مؤسسه زمین‌شناسی آمریکا شدت این زلزله را ۷٬۸ ریشتر تشخیص داده‌است. مرکز زمین‌لرزه در ۹۲ کیلومتری شمال غرب چنگدو مرکز استان سی‌چوان، و در عمق ده کیلومتری زیر زمین بوده‌است.

## منطقه زمین‌لرزه
در منطقه وقوع زمین‌لرزه حدود ۱۲ میلیون نفر زندگی می‌کنند و در ۲۶۰ کیلومتری آن نیز استانی با ۳۰ میلیون نفر جمعیت قرار دارد.

## خسارت جانی
بر اساس آخرین گزارش‌های رسمی، آمار کشته‌شدگان این زمین‌لرزه اکنون به ۸۷۵۸۷ نفر و آمار مفقودان به ۱۸٬۶۲۷ نفر رسیده‌است و ۳۷۴۰۰۰ نفر نیز زخمی شده‌اند.

## خسارت مالی
حدود ۸۰٪ ساختمان‌ها در منطقه زلزله‌زده آسیب دیده‌است. یک مدرسه نیز به‌طور کامل از بین رفته‌است.
حدود ۴٫۷ میلیون خانه درمنطقه آسیب دیده است.

## امدادرسانی
«ون جیبائو» نخست وزیر چین از محل زمین لرزه بازدید کرد. وضعیت نامناسب جوی باعث تاخیر در عملیات امدادرسانی در دو روز ابتدایی عملیات شد.همچنین حدود ۲۰۵٬۰۰۰ نفر نیز منطقه زلزله را ترک کرده‌اند و حدود ۵ میلیون بی‌خانمان در ۲٬۸۸۵ پناهگاه، پناه داده شده‌اند. مقامات رسمی گفته‌اند که کمک‌های غذایی و مالی برای آسیب دیدگان به مدت ۳ ماه ادامه می‌یابد.
همچنین هواپیماهای حامل مواد امدادی از کشورهای مختلف از جمله آمریکا، روسیه و سنگاپور به چین اعزام شده‌اند.

## کمک مالی
- چین: وزارت داخلی چین مبلغ ۱۲۵ میلیون دلار آمریکا رابرای کمک به آسیب دیدگان این حادثه اختصاص داد. «یائو مینگ» ورزشکار مشهور چین نیز مبلغ ۲۱۴٬۰۰۰ دلار آمریکا را به صلیب سرخ چین اهدا نمود.
- هنگ کنگ: دولت هنگ کنگ مبلغ ۳۸ میلیون دلار آمریکا و باشگاه سوارکاری هنگ کنگ مبلغ ۴ میلیون دلار آمریکا را برای کمک به آسیب دیده گان این حادثه اهدا کردند.[۳]
- اسرائیل: در مجموع اسرائیل ۹۰ تن انواع دارو و وسائل درمان پزشکی، دستگاه‌های تطهیر و تصفیه آب، ژنراتورهای تولید برق، چادر، کیسه خواب و انواع لباس برای زلزله‌زدگان فرستاد. این کمک‌ها علاوه بر کمک نقدی است که اسرائیل از طریق سفارتخانه خود در پکن در اختیار صلیب سرخ چین قرار داد که هدف از آن کمک‌رسانی فوری به زلزله‌زدگان بود.[۴]

## جنجال
شارون استون بازیگر آمریکایی در طی اظهاراتی با انتقاد از عملکرد دولت چین در سرکوب قیام تبت
این زلزله را حاصل اقدامات خشونت‌آمیز دولت چین دانست.در نهایت شارون استون به خاطر این سخنان خود عذر خواهی کرد.ولی دولت چین فیلم‌هایی راکه او در آن نقش آفرینی می‌کند را ممنوع کرد.همچنین شرکت کریستن دیور اعلام کرد که دیگر از تصاویر شارون استون در تبلیغات خود استفاده نخواهد کرد.

## حوادث مشابه در چین
- بدترین زلزله در تاریخ چین در سال ۱۵۵۶ میلادی ، ۸۳۰،۰۰۰ کشته (زمین لرزه ۱۵۵۶ شاآنشی)
- مارس ۲۰۰۸، زلزله ۷٫۲ ریشتری، خسارت محدود
- فوریه ۲۰۰۳، زلزله ۶٫۸ ریشتری، حداقل ۹۴ کشته و ۲۰۰ زخمی
- ژانویه ۱۹۹۸، زلزله ۶٫۲ ریشتری، ۴۷ کشته و ۲۰۰۰ زخمی